# Jóia
Jóia is een gemeente in de Braziliaanse deelstaat Rio Grande do Sul. De gemeente telt 8.566 inwoners (schatting 2009).